# Stefan Höler
Stefan Höler (* 27. März 1969 in Hagen) ist ein ehemaliger deutscher Basketballspieler.

## Laufbahn
Höler spielte in der Jugend des SSV Hagen und wurde in der A-Jugend deutscher Meister. 1985 nahm er mit der bundesdeutschen Kadettennationalmannschaft an der Europameisterschaft in Bulgarien teil.
In den Spielzeiten 1987/88 sowie 1989/90 zählte Höler zum Bundesliga-Aufgebot des SSV Hagen.
Als Trainer betreute er später den TuS Iserlohn und die BG Hagen in der Regionalliga, ab 2013 dann die Mannschaft des Vereins Basketball Boele-Kabel.